# Tiago Calvano
Tiago Coelho Branco Calvano (* 19. Mai 1981 in Rio de Janeiro, Brasilien) ist ein ehemaliger brasilianischer Fußballspieler, der auch die italienische Staatsbürgerschaft besitzt.

## Karriere

### Anfänge in Brasilien
Tiago Calvano begann seine Fußballkarriere 1997 in der Jugendakademie von Botafogo FR in Rio de Janeiro. 2001 wurde er von Trainer Paulo Autuori in die Profimannschaft berufen und bestritt sein erstes Ligaspiel gegen América-MG. Nach einer guten Anfangsphase unter Autuori verlor er nach einem Trainerwechsel seinen Stammplatz und geriet in Konflikt mit dem Verein aufgrund ausstehender Gehaltszahlungen. Im Jahr 2002 verließ er Botafogo nach einem Rechtsstreit und wechselte nach Europa.

### Wechsel nach Europa
Im Januar 2003 unterzeichnete Calvano einen Vertrag beim italienischen Klub Perugia Calcio. Nach einer halben Saison ohne Einsatz wurde er vom FC Barcelona verpflichtet und erhielt einen Fünfjahresvertrag. Tiago spielte zunächst im B-Team, kam aber am 16. November 2003 in einem Freundschaftsspiel gegen den FC Porto zu seinem Debüt für die erste Mannschaft. In derselben Partie gab auch Lionel Messi im Alter von 16 Jahren sein Debüt für die erste Mannschaft des FC Barcelona. Das Spiel fand anlässlich der Eröffnung des Estádio do Dragão statt und endete mit einer 0:2-Niederlage für Barcelona.
Im Anschluss spielte Calvano weiterhin für das B-Team, trainierte aber regelmäßig mit der ersten Mannschaft zusammen mit Spielern wie Ronaldinho, Xavi und Iniesta. Aufgrund starker Konkurrenz und geringer Chancen auf einen dauerhaften Aufstieg in die erste Mannschaft entschied sich Calvano 2005 für einen Wechsel zum Schweizer Erstligisten BSC Young Boys. Bei den Young Boys verbrachte Tiago drei Jahre, in denen er regelmäßig spielte und internationale Erfahrung im UEFA-Pokal sammelte. 
2008 wechselte er nach Deutschland, wo er für den MSV Duisburg und Fortuna Düsseldorf spielte. In Düsseldorf kam Tiago in der Hinrunde nur viermal zum Einsatz. In der Winterpause der Saison 2010/11 sollte Tiago deshalb zu Arminia Bielefeld wechseln. Allerdings scheiterte der Wechsel aufgrund eines defekten Faxgerätes. Am Sonntag, den 30. Januar 2011, einen Tag vor Ende der Wechselperiode II, waren sich Tiago und Arminia Bielefeld über einen Wechsel einig. Die Mitteilung, dass Tiago einen neuen Verein gefunden hätte, erreichte Fortuna Düsseldorf am 31. Januar 2011 um 10:00, um ihn bis 12:00 auf die Transferliste der DFL zu setzen. Wegen des defekten Faxgerätes traf der Antrag erst um 12:10 bei der DFL ein – 10 Minuten zu spät.

### Karriere in Australien und den Vereinigten Staaten
2011 zog Calvano nach Australien und unterschrieb bei den Newcastle United Jets in der A-League. Später wechselte er zum Sydney FC, wo er gemeinsam mit dem italienischen Weltmeister Alessandro Del Piero spielte. Nach einem Jahr in Sydney verließ er den Verein im Januar 2014 wieder.
Nach seiner Zeit in Australien wechselte Calvano in die Vereinigten Staaten, wo er für Minnesota United spielte. 2017 schloss er sich den Harrisburg City Islanders (später Penn FC) an, einem Klub in der zweiten Liga. Dort beendete er Ende 2018 seine Karriere und übernahm Aufgaben zur Unterstützung der Vereinsentwicklung.